# Богоявленская волость (Олонецкая губерния)
Богоявле́нская во́лость — волость в составе Повенецкого уезда Олонецкой губернии Российской Империи и РСФСР. Волость состояла из 44 населённых пунктов (на 1905 год).  Волостной центр — село Богоявленское. 
В настоящее время территория Богоявленской волости относится к Медвежьегорскому району Карелии.

## География
Самым удалённым от волостного правления поселением было Елова гора (99 вёрст). Самым многочисленным — Масельга (314 жителей), а самым малочисленным — Лехто-вара (4 жителя). 

## История
Постановлением ВЦИК и СНК РСФСР от 4 августа 1920 года в населённых карелами местностях Олонецкой и Архангельской губерний была образована Карельская трудовая коммуна и волость вошла в состав Карельской трудовой коммуны. В 1923 году волость вошла в состав образованной Автономной Карельской ССР.
В ходе реформы административно-территориального деления СССР в 1927 году волость была упразднена.

## Состав

### Сельские общества
В состав волости входили следующие сельские общества, включающие 44 деревни:
- Масельгское общество
- Селецкое общество
- Сондальское общество
- Сяргозерское общество

### Насёленные пункты
| Масельгское общество              |       |         |       |              |
| Поселение                         | Семей | Человек | До ВП | Школа        |
| Масельга при озере Сегозере       | 50    | 314     | 42    | Есть         |
| Петель-наволок при озере Сегозере | 29    | 166     | 45    | В 4 верстах  |
| Листегуба при озере Сегозере      | 33    | 156     | 55    | Есть         |
| Евгора при ламбе Евгорской        | 35    | 219     | 26    | Есть         |
| Лосина гора при ламбе Моки        | 6     | 29      | 29    | В 3 верстах  |
| Кяргозеро при озере Кяргозере     | 11    | 66      | 75    | В 20 верстах |
| Итого                             | 164   | 950     |       | 3            |

| Селецкое общество                  |       |         |       |              |
| Поселение                          | Семей | Человек | До ВП | Школа        |
| Пряккела при реке Селецкой         | 10    | 62      | 22    | В 3 верстах  |
| Южный конец при озере Селецком     | 39    | 243     | 22    | Есть         |
| Берег при озере Селецком           | 24    | 140     | 22    | В 1 версте   |
| Селецкий погост при озере Селецком | 44    | 261     | 20    | Есть         |
| Северный конец при озере Селецком  | 21    | 126     | 20    | В 1 версте   |
| Тухко-вара при ламбе Тухке         | 4     | 14      | 30    | В 10 верстах |
| Итого                              | 142   | 846     |       | 2            |

| Сондальское общество                 |       |         |       |              |
| Поселение                            | Семей | Человек | До ВП | Школа        |
| Паданский погост при озере Сегозере  | 25    | 162     | 2     | Есть         |
| Термана при озере Сегозере           | 7     | 36      | 2     | В 3 верстах  |
| Берлуга при озере Сегозере           | 8     | 36      | 0,25  | В 1 версте   |
| Богоявленская при озере Сегозере     | 31    | 173     | 0     | В 1 версте   |
| Лахта при озере Сегозере             | 25    | 110     | 0,5   | Есть         |
| Нефентьев наволок при озере Сегозере | 9     | 61      | 1     | В 0,5 версты |
| Топорная гора при ламбе Верхней      | 7     | 27      | 13    | В 13 верстах |
| Педяя-вара при ламбе Вора-кески      | 2     | 7       | 10    | В 10 верстах |
| Лехто-вара при ламбе Естовой         | 1     | 4       | 6     | В 6 верстах  |
| Сондала при озере Сегозере           | 38    | 300     | 19    | Есть         |
| Каличий остров при озере Сегозере    | 15    | 87      | 34    | Есть         |
| Сегежа гора при реке Сегеже          | 1     | 8       | 56    | В 22 верстах |
| Итого                                | 169   | 1011    |       | 4            |

| Сяргозерское общество              |       |         |       |              |
| Поселение                          | Семей | Человек | До ВП | Школа        |
| Сяргозеро при озере Сяргозере      | 30    | 201     | 27    | Есть         |
| Соснов наволок при озере Сяргозере | 19    | 109     | 29    | В 2 верстах  |
| Петров при озере Сяргозере         | 10    | 59      | 32    | В 3 верстах  |
| Баранова гора при озере Елгомозере | 11    | 68      | 42    | В 15 верстах |
| Шалговара при озере Елмозере       | 15    | 109     | 37    | В 10 верстах |
| Витчезеро при озере Витчезере      | 7     | 53      | 37    | В 10 верстах |
| Самсонова гора 1-я при озере Самсо | 5     | 42      | 39    | В 12 верстах |
| Самсонова гора 2-я при озере Самсо | 1     | 10      | 39    | В 12 верстах |
| Самсонова гора 3-я при озере Самсо | 3     | 20      | 39    | В 12 верстах |
| Петрова гора при ламбе Петровой    | 6     | 44      | 35    | В 8 верстах  |
| Венги гора при реке Венги          | 5     | 31      | 40    | В 13 верстах |
| Лазарева при озере Лазареве        | 20    | 122     | 47    | Есть         |
| Пелкула при озере Пелкуле          | 8     | 45      | 67    | В 20 верстах |
| Нестерова гора при озере Нестере   | 4     | 22      | 80    | В 33 верстах |
| Елова гора при ламбе Елове         | 1     | 10      | 99    | В 7 верстах  |
| Чиасалма при озере Чиасалме        | 13    | 51      | 77    | Есть         |
| Гонги Наволок при озере Чиасалме   | 12    | 73      | 89    | В 12 верстах |
| Килгам-остров при озере Маслозере  | 1     | 9       | 35    | В 8 верстах  |
| Речки Наволок при озере Маслозере  | 7     | 30      | 28    | В 2 верстах  |
| Юккогуба при озере Маслозере       | 23    | 149     | 29    | Есть         |
| Итого                              | 201   | 1257    |       | 4            |

## Население
На 1890 год численность населения волости составляла 3879 человек.
На 1905 год численность населения составляла 4064 человека.  

## Инфраструктура
Основа экономики — сельское хозяйство.
На 1905 год в волости насчитывалось 647 лошадей, 1088 коров и 1451 голова прочего скота.
В волости в 1905 году было 13 школ в селениях Масельга, Листегуба, Евгора, Южный конец, Селецкий погост, Паданский погост, Лахта, Сондала, Каличий остров, Сяргозеро, Лазарева, Чиасалма и Юккогуба. В среднем на 313 человек приходилась 1 школа. Дальше всего до школы было добираться из селения Нестерова гора (33 версты). В пределах пяти вёрст от ближайшей школы находилось 25 поселений общей численностью 3402 жителя (83,71%).